# Peter (Vendôme)
Peter von Vendôme (franz.: Pierre; * um 1200; † 25. März 1249 in Nikosia) war Graf von Vendôme aus dem Haus Montoire. Er war ein Sohn des Grafen Johann IV. und dessen Ehefrau Églantine (Agnes).

Wappen der Grafen von Vendome

## Leben
Peter war als Graf von Vendôme ein Vasall der Grafschaft Anjou, war nach Antritt seines Erbes 1230 aber zunächst unmittelbarer Kronvasall, da Anjou der Krondomäne angehörte. Dieser Status änderte sich aber 1246, als der königliche Prinz Karl von seinem älteren Bruder, König Ludwig IX. von Frankreich, mit Anjou beliehen wurde, wodurch Vendôme wieder zu einem Afterlehen der Krone herabrückte.
Um den generationenlangen Streit mit dem Vizegrafen von Châteaudun um die Hoheitsrechte auf Mondoubleau zu beenden, gaben Peter und der Bischof von Chartres 1248 auf königlichem Druck ihre Lehnsrechte auf diese Herrschaft, die sie zu gleichen Teilen gehalten hatten, auf. Als Ausgleich erhielten Graf und Bischof Herrschaftsrechte auf die Burg Roches.
Peter nahm ab 1248 am Sechsten Kreuzzug teil, in dessen Verlauf er bei der Überwinterung des Heeres auf Zypern starb. Er wurde bestattet in der Kirche Saint-Georges in Vendôme.

## Ehe und Nachkommen
Er war verheiratet mit Johanna von Mayenne, Tochter des Sire Juhel III., Seigneur de Mayenne (Haus Mayenne). Ihre Kinder waren:
- Burchard V. († 1271), Graf von Vendôme
- Johann, Herr von Fresne
- Gottfried, Herr von La Chartre-sur-le-Loir, Nachkommen bis 1560
- Matthäus († 1286)[4], Abt von Saint-Denis, Regent von Frankreich 1270 und 1285

## Weblink
- Die Grafen von Vendôme (franz.)

| Vorgänger  | Amt                        | Nachfolger  |
| ---------- | -------------------------- | ----------- |
| Johann IV. | Graf von Vendôme 1230–1249 | Burchard V. |

| Personendaten    | Personendaten    |
| ---------------- | ---------------- |
| NAME             | Peter            |
| ALTERNATIVNAMEN  | Pierre           |
| KURZBESCHREIBUNG | Graf von Vendôme |
| GEBURTSDATUM     | um 1200          |
| STERBEDATUM      | 25. März 1249    |
| STERBEORT        | Nikosia          |